# Turricaspia pullula
Turricaspia pullula is een slakkensoort uit de familie van de Hydrobiidae. De wetenschappelijke naam van de soort is voor het eerst geldig gepubliceerd in 1915 door B. Dybowski & Grochmalicki.